# Smith & Pledger
Smith & Pledger ist ein Trance-Projekt aus London, bestehend aus Oliver Jack Smith und Mark Pledger. Das Duo hat auch ein Projekt namens Aspekt.

## Karriere
Smith & Pledger sind beim Label Anjunabeats unter der Vertrag und haben bisher rund zehn Singles veröffentlicht. Die Single ANJ-006 (Aspekt - Mobetta/Something Else) wurde jedoch ausschließlich von Oliver Smith produziert. Zusammen mit dem ehemaligen Gatecrasher-Resident-DJ Matt Hardwick haben sie zwei Singles, Day One und Connected, veröffentlicht. Sehr erfolgreich war insbesondere ihr Remix von Luminarys Single Amsterdam. Dieser Remix wurde von Above & Beyond in ihrer Radiosendung Trance Around the World als einer der Top-20 Tracks von 2005 gewählt.
Zuletzt haben beide Mitglieder auch unter ihrem eigenen Namen Singles veröffentlicht. 

## Diskografie

### Singles
- Mobetta (2002)
- Something Else (2002)
- Matt Hardwick vs. Smith & Pledger – Day One (2003)
- Believe (2004)
- Matt Hardwick vs. Smith & Pledger – Connected (2004)
- Forever (2004)
- Hi-Jack (2005)
- Northern Lights (2005)
- White / Black (2006)

### Remixe
- Tranquility Base – Razorfish (Aspekt's Chillout Remix) (2002)
- State One – Forever and a Day (2003)
- Angel City – Love Me Right (2003)
- Above & Beyond feat. Zoë Johnston – No One on Earth (2004)
- Luminary – Amsterdam (Smith & Pledger Remix) (2005)
- Firewall – Sincere (2005)